# Lilli Schwarzkopf
Lilli Schwarzkopf (Novopokrovka, RSS del Kirguizstan, el 28 d'agost de 1983) és una heptatleta alemanya.
La seva primera competència mundial important va ser el Campionat Mundial de 2005, on va acabar en 13a posició. Va guanyar la medalla de bronze en el Campionat d'Europa de 2006 en Göteborg. Va seguir en l'escenari mundial amb un cinquè lloc en el Campionat del Món de 2007 i el vuitè lloc en els Jocs Olímpics d'estiu de 2008. No va poder acabar l'heptatló en el Campionat Mundial de 2009 a Berlín i va optar per ometre el Campionat d'Europa de 2010 per concentrar-se en els seus estudis, però va tornar a la sisena posició en el Campionat Mundial de 2011 en Daegu.
Schwarzkopf va guanyar la medalla de plata en l'heptatló en els Jocs Olímpics d'estiu de 2012. Inicialment després dels 800 metres, Schwarzkopf va ser desqualificada per infringir el carril, però va resultar ser un error, en haver-ho fet Kristina Savitskaya en el carril veí, i Schwarzkopf va ser reinstal·lada.